# Life After Death
Life After Death (englisch für „Leben nach dem Tod“) ist das zweite Studioalbum des US-amerikanischen Rappers The Notorious B.I.G. Es erschien am 25. März 1997, kurz nach dem Tod des Künstlers, über das Label Bad Boy Records.

## Produktion
Wie schon bei Ready to Die war Sean Combs Executive Producer des Albums. Die hauptsächliche Produktion übernahmen Hitmen Productions, Buckwild, Clark Kent, Easy Mo Bee, Havoc, Daron Jones, Kay Gee, DJ Premier und RZA. Fast jeder Song des Albums verwendet Samples diverser Lieder aus verschiedenen Musikgenres.

## Covergestaltung
Das Albumcover ist in dunklen Farbtönen gehalten. Es zeigt The Notorious B.I.G., bekleidet mit Zylinder und Mantel, links neben einem schwarzen Leichenwagen stehend, der die Aufschrift Life after death trägt. Im oberen Teil des Bildes steht der Schriftzug The Notorious B.I.G.

## Titelliste

### CD 1
| #  | Titel                      | Zeit | Gastbeiträge                      | Produzenten                                                                                          | Samples |
| -- | -------------------------- | ---- | --------------------------------- | --- | --- |
| 1  | „Life After Death (Intro)“ | 1:39 |                                   | Sean „Puffy“ Combs & Steven „Stevie J“ Jordan for The Hitmen & The Notorious B.I.G. (Co)             | - „Suicidal Thoughts“ von The Notorious B.I.G. - „This Masquerade“ von George Benson |
| 2  | „Somebody’s Gotta Die“     | 4:26 |                                   | Nashiem Myrick, Carlos „6 July“ Broady & Sean „Puffy“ Combs for The Hitmen                           | - „In the Rain“ von The Dramatics |
| 3  | „Hypnotize“                | 3:50 | Pamela Long                       | Deric Angelettie, Ron „Amen-Ra“ Lawrence & Sean „Puffy“ Combs for The Hitmen                         | - „Rise“ von Herb Alpert - „La Di Da Di“ von Slick Rick & Doug E. Fresh |
| 4  | „Kick in the Door“         | 4:47 |                                   | DJ Premier for Works of Mart Productions,Inc.                                                        | - „I Put a Spell on You“ von Screamin’ Jay Hawkins - „Unbelievable“ von The Notorious B.I.G. - „Get Money“ von Junior M.A.F.I.A. - „Wash Yo’ Ass“ von Martin Lawrence - „Robby, The Cook, And 60 Gallons Of Booze“ von Louis & Bebe Barron |
| 5  | „Fuck You Tonight“         | 5:45 | R. Kelly                          | Daron Jones & Sean „Puffy“ Combs for The Hitmen                                                      | |
| 6  | „Last Day“                 | 4:19 | Jadakiss, Styles P. & Sheek Louch | Havoc und Sean „Puffy“ Combs & Stevie J for The Hitmen (Co)                                          | |
| 7  | „I Love the Dough“         | 5:11 | Jay-Z                             | Easy Mo Bee for Bee Mo Easy Productions,Inc.                                                         | - „I Love You More“ von Rene & Angela - „Do You Think I’m Sexy“ von Rod Stewart |
| 8  | „What’s Beef?“             | 5:15 |                                   | Nashiem Myrick & Carlos „6 July“ Broady for the Hitmen & Paragon (Co)                                | - „I’m Glad You’re Mine“ von Al Green - „Can You Rock It Like This“ von Run-D.M.C. |
| 9  | „B.I.G. Interlude“         | 0:48 |                                   | The Notorious B.I.G. & Deric „D-Dot“ Angelettie for The Hitmen                                       | - „P.S.K. What Does It Mean?“ von Schoolly D |
| 10 | „Mo Money Mo Problems“     | 4:17 | Puff Daddy, Mase & Kelly Price    | Steven „Stevie J“ Jordan & Sean „Puffy“ Combs for The Hitmen                                         | - „I’m Coming Out“ von Diana Ross |
| 11 | „Niggas Bleed“             | 4:51 |                                   | Nashiem Myrick, Carlos „6 July“ Broady & Steven „Stevie J“ Jordan for The Hitmen                     | - „Hey Who Really Cares“ von The Whispers |
| 12 | „I Got a Story to Tell“    | 4:42 |                                   | Buckwild for Kurrup Money Entertainment und Chucky Thompson & Sean „Puffy“ Combs for The Hitmen (Co) | - „I’m Glad You’re Mine“ von Al Green |

### CD 2
| #  | Titel                                    | Zeit | Gastbeiträge                        | Produzenten                                                                               | Samples                                                                                             |
| -- | ---------------------------------------- | ---- | ----------------------------------- | ----------------------------------------------------------------------------------------- | --------------------------------------------------------------------------------------------------- |
| 1  | „Notorious Thugs“                        | 6:07 | Bone Thugs-N-Harmony                | Steven „Stevie J“ Jordan & Sean „Puffy“ Combs for The Hitmen                              | - „More Than Love“ von Ohio Players                                                                 |
| 2  | „Miss U“                                 | 4:58 | 112                                 | Kay Gee                                                                                   | - „Missing You“ von Diana Ross                                                                      |
| 3  | „Another“                                | 4:15 | Lil’ Kim                            | Steven „Stevie J“ Jordan & Sean „Puffy“ Combs for The Hitmen                              | - „Another Man“ von Barbara Mason                                                                   |
| 4  | „Going Back to Cali“                     | 5:07 |                                     | Easy Mo Bee for Bee Mo Easy Productions,Inc.                                              | - „More Bounce To The Ounce“ von Zapp                                                               |
| 5  | „Ten Crack Commandments“                 | 3:24 |                                     | DJ Premier for Works of Mart Productions,Inc.                                             | - „Valantra“ von Les McCann - „Shut 'Em Down“ von Public Enemy                                      |
| 6  | „Playa Hater“                            | 3:57 |                                     | Sean „Puffy“ Combs & Steven „Stevie J“ Jordan for The Hitmen                              | - „Hey! Love“ von The Delfonics                                                                     |
| 7  | „Nasty Boy“                              | 5:26 |                                     | Sean „Puffy“ Combs & Steven „Stevie J“ Jordan for The Hitmen                              | - „Cavern“ von Liquid Liquid                                                                        |
| 8  | „Sky’s the Limit“                        | 5:29 | 112                                 | Clark Kent                                                                                | - „Keep On“ von D. Train - „My Flame“ von Bobby Caldwell                                            |
| 9  | „The World Is Filled…“                   | 4:54 | Carl Thomas, Puff Daddy & Too Short | Deric „D-Dot“ Angelettie & Sean „Puffy“ Combs for The Hitmen                              | - „Space Talk“ von Asha Puthli - „The What“ von The Notorious B.I.G.                                |
| 10 | „My Downfall“                            | 5:26 | DMC                                 | Carlos „6 July“ Broady, Nashiem Myrick & Sean „Puffy“ Combs for The Hitmen                | - „You're All I Need To Get By“ von Marvin Gaye & Tammi Terrell - „For The Good Times“ von Al Green |
| 11 | „Long Kiss Goodnight“                    | 5:18 |                                     | RZA for Wu-Tang Productions                                                               | - „The Letter“ von Al Green - „The Letter“ von Grant Green                                          |
| 12 | „You’re Nobody (Til Somebody Kills You)“ | 4:52 | Faith Evans                         | Sean „Puffy“ Combs & Steven „Stevie J“ Jordan for The Hitmen und DJ Enuff & Jiv Poss (Co) | |

## Rezeption
| Professionelle Bewertungen | Professionelle Bewertungen |
| -------------------------- | -------------------------- |
| Kritiken                   |                            |
| Quelle                     | Bewertung                  |
| Rolling Stone              | [ 3 ]                      |
| allmusic                   | [ 4 ]                      |
| RapReviews                 | [ 5 ]                      |

Life After Death ist bis heute eines der erfolgreichsten Rapalben der Geschichte. Es wurde vom Rolling Stone im Jahr 2012 auf Platz 476 seiner Liste der 500 besten Alben aller Zeiten gesetzt.
Bei den Grammy Awards 1998 wurde Life After Death in der Kategorie Best Rap Album nominiert, unterlag jedoch No Way Out von Puff Daddy.

## Singles
Drei Lieder des Albums wurden als Singles veröffentlicht. Die erste Auskopplung Hypnotize stieg bis an die Spitze der US-Charts und konnte sich 20 Wochen in den Top 100 halten. Ebenso konnte die zweite Single Mo Money Mo Problems Platz 1 in den USA erreichen und hielt sich dort 30 Wochen in den Charts. Außerdem wurde der Track Sky’s the Limit ausgekoppelt, der Rang 26 der US-Charts belegte.

## Kommerzieller Erfolg

### Chartplatzierungen
Das Album stieg in der 20. Kalenderwoche des Jahres 1997 auf Platz 91 in die deutschen Charts ein, fiel in der nächsten Woche wieder aus den Top 100, aber konnte sich in den folgenden Wochen noch bis auf Platz 63 steigern. Insgesamt hielt sich das Album 21 Wochen in den deutschen Charts. In den USA stieg Life After Death bis an die Spitze der Charts, in denen es sich 90 Wochen halten konnte.
| ChartsChartplatzierungen       | Höchstplatzierung | Wochen |
| ------------------------------ | ----------------- | ------ |
| Deutschland (GfK)              | 63 (21 Wo.)       | 21     |
| Vereinigte Staaten (Billboard) | 1 (90 Wo.)        | 90     |
| Vereinigtes Königreich (OCC)   | 23 (26 Wo.)       | 26     |

### Auszeichnungen für Musikverkäufe
Life After Death wurde für mehr als 5,5 Millionen verkaufte Einheiten in den Vereinigten Staaten mit einer elffachen Platin-Schallplatte ausgezeichnet.
| Land/Region                  | Auszeichnungen für Musikverkäufe (Land/Region, Auszeichnung, Verkäufe) | Verkäufe  |
| ---------------------------- | ---------------------------------------------------------------------- | --------- |
| Dänemark (IFPI)              | Gold                                                                   | 10.000    |
| Italien (FIMI)               | Gold                                                                   | 25.000    |
| Kanada (MC)                  | 2× Platin                                                              | 200.000   |
| Neuseeland (RMNZ)            | 2× Platin                                                              | 30.000    |
| Vereinigte Staaten (RIAA)    | 11× Platin                                                             | 5.500.000 |
| Vereinigtes Königreich (BPI) | Platin                                                                 | 300.000   |
| Insgesamt                    | 2× Gold · 6× Platin · 2× Diamant ·                                     | 6.065.000 |